# 劍魚座ε
劍魚座ε，又名CP-66 463，HD 39844、SAO 249368、HR 2064，是劍魚座的一颗恒星，视星等为5.11，位于銀經276.8，銀緯-30.8，其B1900.0坐标为赤經5h 49m 59.8s，赤緯-66° -30.8′ 34″。